# Andrej Kobelev
Andrej Nikolaevič Kobelev (in russo Андрей Николаевич Кобелев?, anglosassone Andrey Nikolayevich Kobelev; Mosca, 22 ottobre 1968) è un ex calciatore e allenatore di calcio russo, fino al 1991 sovietico, di ruolo centrocampista.

## Palmarès

### Giocatore

#### Competizioni nazionali
- Coppa di Russia: 1

Dinamo Mosca: 1994-1995